# گرینزبورو (فلوریدا)
گرینزبورو (به انگلیسی: Greensboro) شهرکی در شهرستان گدسن ایالت فلوریدا است که در سال ۱۹۱۱ بنیان‌گذاری شده‌است. این شهرک طبق سرشماری سال ۲۰۱۰ میلادی، ۶۰۲ نفر جمعیت داشته و مساحت آن نیز ۲٫۶ کیلومتر مربع است.